# L’Échiquier français
L’Échiquier français – francuskie czasopismo szachowe wydawane w Paryżu w latach 1906–1909. Głównym tematem pisma były własne konkursy zadaniowe.